# غاستون مودوت
غاستون مودوت (بالفرنسية: Gaston Modot)‏ هو ممثل فرنسي، ولد في 31 ديسمبر 1887 بباريس في فرنسا، وتوفي بنفس المكان في 24 فبراير 1970.

## أعمال

### أفلام
- (1930) العصر الذهبي
- (1935) لا بانديرا[4]
- (1937) الوهم الكبير[5]
- (1939) قواعد اللعبة
- (1945) أطفال الفردوس

## وصلات خارجية
- غاستون مودوت على موقع IMDb (الإنجليزية)
- غاستون مودوت على موقع ألو سيني (الفرنسية)
- غاستون مودوت على موقع أول موفي (الإنجليزية)
- غاستون مودوت على موقع قاعدة بيانات الأفلام السويدية (السويدية)
- غاستون مودوت على موقع إن إن دي بي (الإنجليزية)
- غاستون مودوت على موقع ديسكوغز (الإنجليزية)
- غاستون مودوت على موقع قاعدة بيانات الفيلم (الإنجليزية)
- غاستون مودوت على موقع كينوبويسك (الروسية)